# 가브리엘라 데라가르사

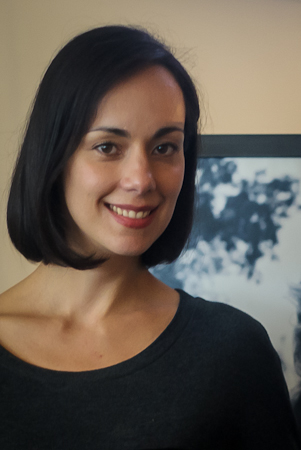

가브리엘라 데라가르사(스페인어: Gabriela de la Garza, 1976년 10월 3일 ~ )는 멕시코의 배우이다.
멕시코시티에서 태어났다.

## 영화
- 어 플레이스 인 더 캐리비안 (2017년) - 카밀라 역
- 인해비턴트 (2017년)
- 캔틴플라스 (2014년)
- 씨 유, 대드 (2011년) - 가브리엘라 역
- 드래곤볼 에볼루션 (2009년)